# Saint-Martin-Rivière
Saint-Martin-Rivière är en kommun i departementet Aisne i regionen Hauts-de-France i norra Frankrike. Kommunen ligger  i kantonen Wassigny som ligger i arrondissementet Vervins. År 2022 hade Saint-Martin-Rivière 115 invånare.

## Befolkningsutveckling
Antalet invånare i kommunen Saint-Martin-Rivière
Referens: INSEE